# Magnus VI van Noorwegen
Magnus Lagabøte (Tønsberg, 1 mei 1238 – Bergen, 9 mei 1280) was koning van Noorwegen van 1263 tot 1280.

## Leven
Magnus VI werd geboren op 1 mei 1238 in Tønsberg. Hij was de jongste zoon van Haakon IV. Hij groeide op in Bergen. Toen in 1257 zijn broer stierf, kwam hij in aanmerking als troonopvolger. Nog hetzelfde jaar gaf zijn vader hem de koningstitel. Hij werd koning nadat zijn vader na een kort ziekbed overleden was op de Orkneyeilanden waar hij overwinterde in de strijd tegen de Schotten. Op 16 december 1263 werd hij koning van Noorwegen. Magnus was gehuwd met Ingeborg Eriksdotter, een dochter van koning Erik IV van Denemarken en Jutta van Saksen.

## Regeringsperiode
In de buitenlandse politiek verschilde Magnus van zijn vader, die een nogal agressieve buitenlandse politiek had gevoerd. In ruil voor een groot bedrag aan zilver en een jaarlijkse betaling gaf hij in 1266 de Hebriden en het eiland Man over aan de Schotten. Hetzelfde jaar erkende de Schotten de Noorse heerschappij over de Orkneyeilanden. Met dit Verdrag van Perth werd de Schots-Noorse Oorlog beëindigd. Magnus had goede banden met zowel de Engelse als de Zweedse koning. In 1260 werd de grens met Zweden voor het eerst vastgesteld. De enige keer dat Magnus tijdens zijn regeringsperiode een vloot samenbracht was toen de twee broers van Waldemar deze vermoordden en naar Noorwegen vluchtten. Magnus confronteerde de koning van Zweden Magnus met zijn vloot om tot een oplossing te komen. Magnus van Zweden gaf echter niet op en Magnus van Noorwegen trok zich zonder conflict terug. Met betrekking tot de binnenlandse politiek stelde Magnus pogingen in het werk de wetgeving te moderniseren. In 1274 bracht hij alle lokale en regionale wetten samen in een landelijk wetgeving. In 1276 werd er ook een licht aangepaste versie voor IJsland ingevoerd. In Magnus' wetgeving werd misdaad gezien als misdaad tegen de kroon, in plaats van misdaad tegen het individu. Op deze manier was het mogelijk misdaden in naam van de koning te vervolgen en perkte hij persoonlijke wraakneming van burgers in. Ook kregen de steden meer vrijheid van de macht van het platteland. Op het gebied van erfopvolging gaf Magnus zijn eerste zoon de latere koning Erik II van Noorwegen de titel van koning en zijn tweede zoon de latere koning Haakon V van Noorwegen de titel van Baron. Zo was het duidelijk hoe de erfopvolging zou verlopen. Magnus' wetgeving had als consequentie dat de koning ook macht over de kerk zou krijgen, iets dat sinds de investituurstrijd erg gevoelig lag. Magnus kwam dan ook in conflict met de aartsbisschop. Uiteindelijk sloot hij in 1277 een verdrag gesloten met de kerk. Hierin behield de kerk de meeste van haar juridische vrijheid, maar de kerk moest wel de claim op Noorwegen als land van de katholieke kerk opgeven. Magnus was de laatste Noorse koning met een eigen familiekroniek. Helaas is hier maar een klein stukje van bewaard gebleven.

## Dood en opvolging
Op 9 mei in het jaar 1280 stierf Magnus in Bergen. Hier was hij eerder dat jaar ziek geworden. Zijn oudste zoon Erik II van Noorwegen volgde hem op, ook al was hij pas 12. De echte macht lag echter bij zijn adviseurs.
- Gemeinsame Normdatei: 118730142
- International Standard Name Identifier: 0000 0000 8909 1228
- Library of Congress Control Number: n79139591
- Istituto Centrale per il Catalogo Unico: PUVV231862
- Virtual International Authority File: 85145970009132250494
- WorldCat: E39PCjxqgVRtCDtRvMKXq3Pk9P